# Subrasaca rhienetta
Subrasaca rhienetta är en insektsart som beskrevs av Victor Antoine Signoret 1854. Subrasaca rhienetta ingår i släktet Subrasaca och familjen dvärgstritar. Inga underarter finns listade i Catalogue of Life.